# Nassim Nicholas Taleb
Nassim Nicholas Taleb (àrab: نسيم نيقولا نجيب طالب Nasīm Nīqulla Naŷīb Ṭa elīb; Líban, 1960) és un assagista, investigador i financer libanès. És també membre de l'Institut de Ciències Matemàtiques de la Universitat de Nova York.
Es considera a si mateix un «empirista escèptic» i creu que els científics i els financers sobreestimen el valor de les explicacions racionals sobre dades del passat i infravaloren el pes de l'aleatorietat en aquestes dades. Se'l pot considerar un continuador d'una llarga línia de filòsofs escèptics, com ara Sext Empíric, Algazel, Pierre Bayle, Montaigne o David Hume, a l'entendre que el passat té una funcionalitat molt limitada per predir el futur.

## Biografia
Taleb va néixer a Amioun, al Líban, al si d'una família benestant i influent que va veure molt disminuït el seu pes després de la Guerra Civil libanesa. És fill del Dr. Najib Taleb (oncòlogeg i investigador en el camp de l'antropologia) i de Minerva Ghosn.
Va estudiar matemàtica financera a la Universitat de París i ha obtingut un MBA per la Wharton School a la Universitat de Pennsylvania. Ha desenvolupat la seva carrera als Estats Units.
Taleb és poliglota, Parla anglès, francès, àrab, italià i espanyol. És capaç també de llegir textos clàssics en grec i llatí.

## Carrera d'escriptor
L'assaig filosòfic de cinc volums de Taleb sobre la incertesa, titulat Incerto, cobreix els següents llibres: Fooled by Randomness (2001), The Black Swan (2007-2010), The Bed of Procrustes (2010), Antifragile (2012) i Skin in the Game (2018). Va ser publicada originalment el novembre de 2016, incloent-hi només els primers quatre llibres. El cinquè llibre no s'ha inclòs en un llançament separat de la sèrie.
El seu primer llibre no tècnic, Fooled by Randomness, sobre la subestimació del paper de l'aleatorietat en la vida, publicat el 2001, va ser seleccionat per Fortune com un dels 75 llibres més intel·ligents coneguts. En aquest llibre explora com l'atzar i la probabilitat desorienten fins i tot a persones il·lustrades. En aquesta obra també explica el sense sentit que suposa que els financers i persones d'«èxit» en les finances o a la vida siguin considerats experts i visionaris, sense tenir en compte que, en realitat, l'efecte de l'atzar obliga que hi hagi «guanyadors» i, naturalment, «perdedors». Tot això ho fonamenta amb raonaments matemàtics, amb anècdotes i exemples coneguts, exposant la tendència humana a sobrevalorar la causalitat i a creure que el món és més explicable del que realment és, buscant explicacions fins i tot quan no n'hi ha. El llibre ha estat traduït a 17 llengües.
El seu segon llibre no tècnic, The Black Swan (El Cigne Negre), sobre esdeveniments impredictibles, va ser publicat l'any 2007, venent prop de 3 milions de còpies (des de febrer de 2011). Va passar trenta-sis setmanes en la llista de best-sellers del New York Times, 17 en tapa dura i dinou setmanes en edició rústica, i va ser traduït a 31 idiomes. El llibre ha estat acreditat amb la predicció de la crisi bancària i econòmica de 2008.
Un llibre d'aforismes, The Bed of Procrustes: Philosophical and Practical Aphorisms, va ser publicat el desembre de 2010.
El quart llibre de la seva sèrie Incerto va ser Antifragile: Things that Gain from Disorder, que es va publicar el novembre de 2012.
El cinquè llibre de la seva sèrie fou Skin in the Game (La pell en el joc: les asimetries ocultes en la vida quotidiana), publicat el febrer de 2018. El 2021 es va incloure en una edició completa d'Incerto per Random House.
L'estil d'escriptura no tècnic de Taleb s'ha descrit com una mescla d'un estil narratiu, sovint semiautobiogràfic, amb breus relats filosòfics i comentaris històrics i científics.
És també l'autor de Dynamic Hedging: Managing Vanilla and Exotic Options (Wiley, 1997).